# Colorina
Colorina là một đô thị ở tỉnh Sondrio trong vùng Lombardia của Italia, có vị trí khoảng 90 km về phía đông bắc của Milano và khoảng 10 km về phía tây của Sondrio. Tại thời điểm ngày 31 tháng 12 năm 2004, đô thị này có dân số 1.468 người và diện tích là 18 km².
Đô thị Colorina có các frazioni (các đơn vị cấp dưới, chủ yếu là các làng) Valle, Piona, và Selvetta.
Colorina giáp các đô thị: Berbenno di Valtellina, Buglio in Monte, Forcola, Fusine.